# Anastasia (mini-série)
Pour les articles homonymes, voir Anastasia.
Anastasis (Anastasia: The Mystery of Anna, en français Anastasia : Le Mystère d'Anna), est une mini-séri américano-italo-autrichiennee réalisée par Marvin J. Chomsky, et metant en scène Amy Irving, Olivia de Havilland, Jan Niklas et Omar Sharif diffusée les 7 décembre 1986 et 8 décembre 1986 sur NBC. Puis le 19 avril 1987 et 20 avril 1987 sur Canale 5. Il reprend le mythe de la mort mystérieuse de la grand-duchesse Anastasia de Russie et de sa famill, par l'istoire d'Anna Anderson.

## Synopsis
À la fin de la première Guerre mondiale, la Russie est en pleine Révolution. L'ex-empereur, Nicolas II, et sa famille sont en résidence 
surveillée à Iekaterinbourg. Le 16 juillet 1918, Iakov Iourovski, commandant du lieu de détention de la famille impériale, reçoit l'ordre d'exécuter toute la famille, le jour-même. Durant cette nuit, la famille Romanov disparaît. À Berlin, pendant l'hiver 1920, Anna Anderson, enfermée dans un  allemand prétend être la princesse Anastasia Nikolaïevna de Russie, fille de Nicolas II, miraculeusement sauvée du massacre de sa famille. La jeune femme se crée un soutien important et  par tous les moyens, à se faire reconnaître comme seule héritière du trône de Russie, à la famille Romanov et au monde...

## Fiche technique
- Titre original  : Anastasia : The Mystery of Anna
- Titre français : Anastasia
- Réalisation : Marvin J. Chomsky
- Production : Marvin J. Chomsky
- Scénario : James Goldman
- Société de production : NBC
- Musique : Laurence Rosenthal
- Pays d'origine : États-Unis
- Genre : Film historique
- Durée : 	1 X 105 minutes+ 1 X 95 minutes
- Date de sortie : 7 décembre 1986 et 8 décembre 1986

## Distribution
- Amy Irving : Anna Anderson
- Olivia de Havilland : Dagmar de Danemark
- Jan Niklas : Prince Erich
- Nicolas Surovy : Serge Markov
- Susan Lucci : Darya Romanov
- Elke Sommer : Isabelle von Hohenstauffen
- Edward Fox : Docteur Hauser
- Claire Bloom : Alix de Hesse-Darmstadt
- Omar Sharif : Nicolas II de Russie
- Jennifer Dundas : Anastasia Nikolaïevna de Russie
- Christian Bale : Alexis Nikolaïevitch de Russie
- Andrea Bretterbauer : Sonya Markov
- Sydney Bromley : Herbert
- Arnold Diamond : Docteur Markov
- Carol Gillies : Sasha
- Julian Glover : Colonel Kobylinski
- Rachel Gurney : Grande-Duchesse Victoria
- Betty Marsden : Princesse Troubetskaya
- Tim McInnerny : Yakovlev